# 吉井誠
吉井 誠（よしい まこと、1977年10月13日 - ）は、神奈川県出身のテレビ長崎のアナウンサー。

## 来歴
神奈川県川崎市出身。法政大学卒業後2001年にテレビ長崎に入社。入社時から1年間と、2008年10月～2011年3月、2011年10月～2013年3月までニュース班、2002年4月～2008年9月、2011年4月～2020年9月まで制作部を経て、2020年10月の再編で統合されたアナウンス部に所属して今に至る。
2005年7月4日から2008年9月26日まで、ローカルワイド番組「できたてGopan」の司会を務めていた。この期間と2011年4月～9月まで、2013年4月以後はGopan班（製作部）のアナウンサーとして活動しており、報道記者と製作班アナウンサーを交互に行き来している。2013年4月に復帰した製作部（Gopan班）では男性で唯一の社員アナウンサー（名目上アナウンサー扱いされている河内隆太郎は専属タレントであるため）となった。

## 人物
大分の同系列・テレビ大分の岡村誠之アナウンサーとは仲が良いらしく、互いの局の日記にも登場している。
めざましテレビリポーターとして
2004年3月より「めざましテレビ」長崎担当リポーターに就任。前任の長岡千夏（旧姓・森）アナの最後の中継でリポーターの引継ぎとして初登場した際には、タコ漁に挑戦している。
現在同番組の定時中継枠がないため、全国ネットに顔を出すことはほとんどないが、2011年には4月1日の「めざましさくらエイド」と6月22日の「めざましライフエイドキャラバン」でそれぞれ登場した。なお、派生番組である『めざましテレビ公認 わがまま!気まま!旅気分』（BSフジ、FNS各局持ち回り制作）のKTN制作分にも出演している（2011年制作の「電気自動車で巡るGoGo!五島旅」（BSフジ:2月19日、KTN:2月28日）より）。

## 出演番組
- KTN Live News イット!・平日版（2025年4月1日[注 1] - ）
- 広報番組「はっちゃKTN」
- KTNニュース

不定期
- めざましテレビ 中継
- めざましテレビ公認 わがまま!気まま!旅気分（KTN制作分。BSフジでも放送）

### 過去の出演番組
- めざましどようび 中継（不定期）
- KTNスーパーニュース
- 報道部ニュースデスク・記者
- できたてGopan
- ヨジマル!
- マルっと!（月曜→月曜-金曜）

## 関連人物
- 岡村誠之（テレビ大分アナウンサー）[3]
- 長野美郷（めざましテレビお天気キャスター。2011年6月22日の中継で共演）